# 1619
1619 (MDCXIX) je bilo navadno leto, ki se je po gregorijanskem koledarju začelo na torek, po 10 dni počasnejšem julijanskem koledarju pa na petek.

## Dogodki
- prvi črni sužnji prispejo v Virginijo.

## Rojstva
- 24. januar - Jamasaki Ansai, japonski konfucijanski in šintoistični filozof († 1682)
- 6. marec - Hector-Savinien Cyrano de Bergerac, francoski pisatelj, dramatik († 1655)
- 29. avgust - Jean-Baptiste Colbert, francoski finančnik, državnik († 1683)
- Kumazava Banzan, japonski konfucijanski filozof († 1691)

## Smrti
- 21. maj - Girolamo Fabrici d'Acquapendente, italijanski zdravnik, anatom in embriolog (* 1537)
- 22. julij - Lovrenc in Brindisija, italijanski kapucin, svetnik in cerkveni učitelj (* 1559)
- 7. september - Marko Križevčan, hrvaški duhovnik, mučenec in svetnik (* 1589)
- Hans Lippershey, flamski optik (* okoli 1570)
- Fudživara Seika, japonski konfucijanski filozof (* 1561)